# Mount Spickard
Der Mount Spickard (gesprochen SPICK' erd) ist ein 8.980 ft (2.737 m) hoher Berg in den North Cascades, einem Gebirge im US-Bundesstaat Washington. Er liegt gerade 2 mi (3 km) südlich der Grenze zwischen Kanada und den Vereinigten Staaten, ist Teil der Chilliwack-Gruppe, einer Teilkette der Skagit Range, welche wiederum Teil des North Cascades National Parks ist. Er besteht hauptsächlich aus Gneis und gehört zu zwei Haupt-Einzugsgebieten: dem des Skagit River und dem des Fraser River.
Mit einer Schartenhöhe von über 4.700 ft (ca. 1.430 m) ist der Mount Spickard der neuntprominenteste Berg in Washington; er hat zwei Nebengipfel. Der Berg wurde nach einem Bergsteiger benannt, der bei der Besteigung eines nahegelegenen Berges zu Tode stürzte. Die Erstbesteigung erfolgte 1904 durch Walter B. Reaburn.

## Beschreibung
Der Mount Spickard ragt 8.980 ft (2.737 m) im äußersten Norden des North Cascades National Park auf; er bildet den fünfthöchsten Punkt im Nationalpark und den sechzehnthöchsten in Washington. Seine Schartenhöhe von 4.779 ft (1.457 m) ist die neunthöchste im Bundesstaat und die siebzigsthöchste in den Vereinigten Staaten. Er liegt 19 mi (31 km) nordwestlich des Jack Mountain, des nächsthöheren Berges.
Der Hauptgipfel des Mount Spickard hat zwei Nebengipfel. Der höhere dieser beiden ist 8.824 ft (2.690 m) hoch mit einer Schartenhöhe von 304 ft (93 m); er liegt 0,3 mi (0,5 km) nordöstlich des Hauptgipfels. Der kleinere liegt 0,5 mi (0,8 km) südwestlich des Hauptgipfels und ragt 8.405 ft (2.562 m) hoch auf, hat dagegen eine Schartenhöhe von 364 ft (111 m). In seinem beliebten Kletterführer benutzt Fred Beckey den Namen „Peak 8824“ für den nordöstlichen Nebengipfel.
Hochgelegene Grate verbinden den Mount Spickard mit anderen Gipfeln. Ein südwestwärts gerichteter Grat führt zu den Twin Spires (auch Mox Peaks) und der Ridge of Gendarmes. Die Grate in Richtung Südost sind teilweise durch Gletscher-Couloirs unterbrochen, enden aber am Tombstone Peak und am Peak 7153. Ein weiterer Grat erstreckt sich nach Nordost. Der Grat nach Nordwesten ist durch einen Sattel unterbrochen, erstreckt sich aber auch über mehrere Meilen mit Kurven nach Norden und Osten rund um den Silver Lake bis zur Custer Ridge, zum Mount Rahm und zur Devils Tongue.

## Hydrologie
An den Hängen des Mount Spickard sowie an den oben erwähnten Graten gibt es viele Gletscher. Der Silver Glacier erstreckt sich über eine Meile (1,6 km) vom Gipfel des Spickard nordwärts durch ein langes Kartal bis zum Silver Lake.:130–134 Das hochgelegene Gelände südwestlich des Mount Spickard ist stark vergletschert; die zahlreichen, teilweise großen Gletscher erstrecken sich über 3 mi (4,8 km) bis zum Mount Redoubt.
Es gibt vier Haupt-Einzugsgebiete, die bis an die Hänge des Mount Spickard reichen. Der Depot Creek fließt westwärts und nordwestwärts in den Chilliwack River und mit diesem dann in den Fraser River, welcher in British Columbia in den Pazifik mündet. An der Südseite des Spickard gibt es einige Quellbäche des Perry Creek, welcher ostwärts zum Little Beaver Creek und mit diesem über den Ross Lake in den Skagit River fließt. Im Norden speist der Silver Lake Glacier mit Schmelzwasser den Silver Lake. Das Schmelzwasser der Gletscher von der Ostseite gelangt in den Silver Creek, welcher östlich des Silver Lake zum Ross Lake abfließt.
Der Zugang zum Berg ist kompliziert, da die Gegend entlegen und zerklüftet ist. Der einfachste Zugang erfolgt von British Columbia aus über den Chilliwack Lake und den Depot Creek. Es gibt zwei gewöhnliche Zugänge in Washington, die beide ein Wassertaxi am Ross Lake nutzen.

## Geschichte
Der Geologe Reginald A. Daly untersuchte 1902 und 1906 das Gebiet am Spickard. Er beschrieb den Mount Spickard (damals Glacier Peak) und seine Nachbarn als die am wenigsten zugänglichen Gipfel der gesamten Grenzregion zwischen den USA und Kanada westlich des Flathead River in den Rocky Mountains. Der erste Aufstieg erfolgte 1904 durch Walter B. Reaburn. Eine zweite Besteigung wurde im folgenden Jahr durch Thomas Riggs Jr., George Neuner Jr. und J. Beall ausgeführt. 1906 wurde der Berg von Noel J. Ogilvie und einer kanadischen Seilschaft erklommen.
Der Mount Spickard wurde bis 1963 als Glacier Peak bezeichnet; er wurde im Gedenken an Warren Spickard umbenannt. Spickard war ein exzellenter Bergsteiger, der 1961 beim Aufstieg auf die nahegelegenen Northwest Twin Spires (auch als Northwest Mox Peak oder einfach Northwest Mox bezeichnet) umkam. Er hatte den Mount Spickard 1955 bestiegen.